# Зюздина
Зюздина — деревня в составе Юрлинского муниципального округа в Пермском крае.

## Географическое положение
Деревня находится в центральной части округа на расстоянии менее 4 километров на юг от села Юрла.

## Климат
Климат умеренно континентальный. Основные черты температурного режима: холодная продолжительная зима; прохладное лето; частые колебания погоды в весенне-летний периоды; резкие годовые и суточные колебания температуры воздуха. Наиболее холодный месяц — январь со среднесуточной температурой −15,7 °C, наиболее тёплый — июль со среднемесячной температурой +17,6 °C. Продолжительность безморозного периода 110 дней.

## История
Деревня известна с 1722 года как деревня Канюкова, позднее упоминалась как Зюздинцова (Зюздинская). Основана выходцами из нынешней деревни Лопва. До 2020 г деревня входила в состав Юрлинского сельского поселения Юрлинского района. После упразднения обоих муниципальных образования непосредственно входит в Юрлинский муниципальный округ.

## Население
Постоянное население составляло 101 человек (99 % русские) в 2002 году, 74 человека в 2010 году.